# چورو امبنگا
چورو امبنگا (انگلیسی: Choro Mbenga؛ زادهٔ تاریخ ورودی نامعتبر است) بازیکن فوتبال اهل گامبیا است.